# Prihoda István
Prihoda István (ismert még Azary-Prihoda István néven; Kolozsvár, 1891. november 15. – Budapest, 1965. november 22.) magyar rézkarcoló, grafikus, festőművész, olimpikon sportlövő.

## Életpályája
Középiskoláit és a Képzőművészeti Akadémiát Budapesten végezte el. Tanulmányai után a Műcsarnok állandó kiállítója lett. Rézkarcaival tűnt ki elsősorban, ezért három ízben nyert állami grafikai díjat 1911-1914 között a Magyar Grafikusok Egyesületétől. Becsülték hideg tűvel készített aktjait, figurális alkotásait (pl. "Diana és Venus" című lapok). A San Franciscó-i Panama-Pacific nemzetközi kiállításon éremkitüntetést kapott. Az első világháború alatt harctéri szolgálatot teljesített, orosz fogságba került, de a februári forradalom alatt sikerült hazaszöknie. 1926-ban elnyerte a Szinyei Merse Pál Társaság grafikai díját.
Az 1920-as években Frenkel József műkereskedő megrendelésére kortárs művészek festményeiről rézkarcokat készített. Ezeket a képeket az eredeti festmény művészei szignózták vagy írták alá. Ezek a rézkarcai széles körben ismertek voltak. Érdekesség, hogy 1925 júliusában a rendőrség kivonult Fränkel Ernő műkereskedő boltja elé és felszólította a tulajdonost, hogy Iványi Grünwald Béla, Vaszary János és Prihoda István aktképeiről készült rézkarcokat haladéktalanul vegye le a kirakatból
Részt vett az Ernst Lajos és Lázár Béla rendezte XIX. csoportkiállításon 1922-ben, ahol Magyar Mannheimer Gusztáv, Koszta József és mások műveit is kiállították. Több politikai (pl. Pártkönyvek a házfelügyelőnél! vagy pl. Ne csüggedjetek! Magyarország nem volt, hanem lesz! Magyar Királyság Pártja vagy pl. Népszövetségi kölcsön a magyar jövő: magyarországi jegyzés: aug. 1-9.) vagy figyelemfelhívó (Könyvek a házfelügyelőnél! vagy pl. Philips rádió) grafikai lap elkészítője volt .
Az 1930-as évektől a Képzőművészeti Főiskola grafikai tanszékének vezetőjeként működött.

## Könyvillusztrációk
Egyéni illusztrátorként: Hevesi Sándor fordításában megjelent Andersen-kötet, a  „Mesék és történetek” (192?);
- Babits Mihály által lefordított Goethe-költemény, „A napló” (1921);
- Tóth László: Májusfa: verses játék egy fölvonásban (1922);
- Turgenyev: Töretlen föld (ford. Áprily Lajos) (1956);
- Victor Hugo: A nyomorultak (fordította Éber László és Csillay Kálmán) (1930);

Társillusztrátor: Kállay Miklós által 1921-1928 között lefordított és kiadott „Ezeregy éjszaka könyve” kötetsorozat.

## Prihoda István az olimpián
Az 1912-ben rendezett stockholmi olimpián a magyar sportlövő csapat tagja volt. A csapat a tizedik helyet szerezte meg, Prihoda az egyéni összetettben a 81., a hadipuska 300 méteres számában a 85. helyen zárt.